# Bussereindskapelke
Het Bussereindskapelke is een kapel in Bussereind bij Beesel in de Nederlands Noord-Limburgse gemeente Beesel. De kapel staat aan de Waterloseweg waar de Turfheierweg hier op uitkomt ten zuiden van de buurtschap en zuidoosten van het dorp.
De kapel is gewijd aan Maria, specifiek aan Onze-Lieve-Vrouw van Altijddurende Bijstand.

## Geschiedenis
In 1781 stond er in Bussereind op de hoek van de Bussereindseweg met de Waterloseweg al een kapel getuige een oude kaart. Het is echter onduidelijk hoe lang die kapel bestaan heeft.
In 1907 werd er een nieuwe kapel gebouwd door de familie Nijssen. Deze kapel moest echter wijken toen in 1975 de Bussereindseweg opnieuw werd aangelegd. Men wilde de kapel aanvankelijk verplaatsen, maar nadat de kapel door een vrachtwagen werd beschadigd werd de kapel afgebroken.
In 1992 werd er door buurtbewoners van Buurtvereniging Bussereind en Heemkundevereniging Maas- en Swalmdal een nieuwe kapel gebouwd. Om de stenen te financieren organiseerden ze de actie Een steen voor 't Bussereindskapelke. Op 28 juni 1992 werd de kapel ingezegend door Pastoor J. Debets.

## Gebouw
De rode bakstenen kapel heeft een driezijdige koorsluiting en wordt gedekt door een zadeldak met bruine pannen. Op de nok van het dak boven het altaar is een piron aangebracht. In de beide zijgevels is een spitsboogvenster met traliewerk aangebracht met daarin glas-in-lood die een Christelijk verhaal uitbeelden, naar het ontwerp van Jos Beurkens en vervaardigd door J. Steijvers. De frontgevel is een trapgevel met op de top een smeedijzeren kruis. Hoog in de gevel bevindt zich een spitsboognis met daarin een klein Mariabeeldje. De frontgevel bevat verder de spitsboogvormige toegang tot de kapel die wordt afgesloten met een smeedijzeren hek. In de natuurstenen sluitsteen van de toegangsboog is een tekst gegraveerd: ANNO MCMXCII, waarbij de Romeinse cijfers het jaartal 1992 vormen.
Van binnen is de kapel uitgevoerd door metselwerk overkapt door een houten plafond. Tegen de achterwand is het altaar geplaatst dat bestaat uit twee natuurstenen zuilen met daarop het altaarblad. Op de achterwand boven het altaar is een icoon van Onze-Lieve-Vrouw van Altijddurende Bijstand opgehangen.